# Válótársak (film, 2004)
A Válótársak (eredeti cím: Laws of Attraction) 2004-ben bemutatott ír-angol-német-amerikai romantikus filmvígjáték Pierce Brosnan és Julianne Moore főszereplésével.

## Történet
|  | Alább a cselekmény részletei következnek! |

Audrey Woods és Daniel Rafferty sikeres, tehetséges New York-i válóperes ügyvédek. Audrey a tankönyvhöz és a klasszikus dolgokhoz ragaszkodik, míg Daniel "színházi szerepet játszik" – ahogy Audrey az egyik jelenetben mondja. Egy híres házaspár válása kapcsán szembe kerülnek egymással. Azonban a házaspár mindkét tagja ugyanazt az írországi kastélyt szeretné megkapni. Ezért Audrey és Daniel is Írországba utazik, hogy megnézze magának azt a kastélyt és számára kedvező tanúvallomásokat gyűjtsenek be. Az oda vezető úton találkoznak, majd együtt indulnak tovább, de a mikor megállnak, hogy gyönyörködjenek a tájban az autójuk megindul a lejtőn lefelé és összetörik. Ezért gyalog kénytelenek folytatni a kastélyhoz vezető utat. Időközben eltévednek és rájuk sötétedik. Ekkor felfedeznek egy lakókocsit és éjszakára szálláshelynek használják. Másnap amint kivilágosodik, meglátják, hogy a kastély ott volt az orruk előtt, a lakókocsival szemben. A kastélyhoz érve, a kastély gondnoka közli, hogy az egész személyzet a fesztiválon van. Ezért Audrey és Daniel is elmegy az ünnepségre. Az átmulatott éjszaka után egymás karjaiban ébrednek, mint férj és feleség. Visszamennek New Yorkba, hogy fű alatt érvénytelenítsék a házasságukat. De másnap már a bulvársajtóban szerepel a házasságuk híre. Ezért az ügyvédi karrierükre való tekintettel úgy döntenek, hogy együtt maradnak és házasságot színlelnek a tárgyalóteremben. A látszat kedvéért Daniel Audrey-hoz költözik, ezalatt Thorne és Serena válási pere még javában tart. Egy nap, amikor Daniel a szemetet viszi ki, véletlenül megtalál egy darab papírt, amelyen Audrey ügyfelére terhelő bizonyítékok jegyzetei vannak. Másnap a tárgyaláson Daniel ezt felhasználja Audrey ügyfele ellen. Audrey úgy érzi elárulták, ezért házassága azonnali felbontását kezdeményezi. Eközben a híres ügyfelek Írországba mennek, de amíg a tárgyalás folyik ez nem lenne megengedett. Ezért a bírónő Audrey-t és Daniel ismét Írországba küldi, hogy hozzák vissza ügyfeleiket. De a híres házaspárt egymás karjaiban találják és kiderül, hogy Audrey és Daniel hivatalosan nem házasok, mert a kastély szolgája adta össze őket, aki hivatalosan nem pap csak az ünnepségen. Audrey és Daniel visszatérnek New Yorkba, és Audrey rájön, hogy beleszeretett Danielbe. Végül a bírónő összeadja őket...
|  | Itt a vége a cselekmény részletezésének! |

## Szereplők
| Szerep             | Színész              | Szinkronhang        |
| ------------------ | -------------------- | ------------------- |
| Daniel Rafferty    | Pierce Brosnan       | Kautzky Armand      |
| Audrey Woods       | Julianne Moore       | Nagy-Kálózy Eszter  |
| Thorne Jamison     | Michael Sheen        | Kálloy Molnár Péter |
| Serena             | Parker Posey         | Nemes Takách Kata   |
| Sara Miller        | Frances Fisher       | Borbás Gabi         |
| Abramovitz bírónő  | Nora Dunn            | Pápai Erika         |
| Leslie             | Heather Ann Nurnberg |                     |
| Ashton Phelps      | Johnny Myers         |                     |
| Michael Rawson     | Mike Doyle           | Cs. Németh Lajos    |
| Adamo Shandela     | Allan Houston        |                     |
| TV-s műsorvezető   | Annie Ryan           |                     |
| Lyman Hersh        | Vincent Marzello     |                     |
| Pincérnő           | Sara James           | Lázár Erika         |
| Legal TV riportere | John Discepolo       |                     |
| TV-riporter        | Annika Pergament     |                     |
| Withers bíró       | Marc Turtletaub      |                     |
| Baker bíró         | Gordon Sterne        |                     |
| Mary Harrison      | Brette Taylor        |                     |
| Mr. O'Callaghan    | Brendan Morrissey    | Magyar Attila       |
| Mrs. Flanagan      | Elva Crowley         |                     |
| Brendan            | David Wilmot         |                     |

## Filmzene
1. Jesus Alejandro "El Nino" – "Cafecito Cubano"
2. John Doherty – "The Spirits of Wine and Madame Bonaparte Reels"
3. Peter Howitt és Andre Barreau – "Roll Back the Dice"
4. Gavin DeGraw – "Follow Through"
5. Firedance –  "Sweetness of Mary/Plane of the Plank"
6. Dana Glover – "Maybe"
7. Temple Bush Ceili Band – "Sick It Is/Tea You Want"
8. "Signed, Sealed, Delivered I'm Yours"

## Díjak, jelölések
| Év   | Díj        | Kategória           | Jelölt                           | Eredmény |
| ---- | ---------- | ------------------- | -------------------------------- | -------- |
| 2004 | IFTA Award | Legjobb jelmez      | Joan Bergin                      | Jelölve  |
| 2004 | IFTA Award | Legjobb haj / smink | Bernadette Dooley Morna Ferguson | Jelölve  |

## Fordítás
- Ez a szócikk részben vagy egészben  a   Laws of Attraction című angol Wikipédia-szócikk fordításán alapul.  Az eredeti cikk szerkesztőit annak laptörténete sorolja fel. Ez a jelzés csupán a megfogalmazás eredetét és a szerzői jogokat jelzi, nem szolgál a cikkben szereplő információk forrásmegjelöléseként.